# Disney+ Hotstar
Disney+ Hotstar（又称Hotstar）是由迪士尼公司的下属部门迪士尼媒体和娱乐发行拥有和营运的视频点播流媒体服务。它拥有两个付费订阅计划-“ VIP”（侧重于国内节目和体育内容）和“ Premium”（具有优质国际电影和电视剧集，包括HBO，Showtime和其他原创系列以及Disney+）。截至2020年7月，VIP计划的费用为一年399卢比，Premium计划的费用为每年1,499卢比或每月299卢比。截至2020年3月，Disney+ Hotstar至少有3亿活跃用户。  
2020年， 迪士尼收购了二十一世纪福克斯之后，该公司宣布计划在2020年4月利用Hotstar的现有基础设施和用户群将其新的国际流媒体品牌Disney +与Hotstar进行整合。2020年4月3日，该平台与Disney +合并。
在印度以外，Disney+ Hotstar 服务还在印度尼西亚、马来西亚和泰国营运，在这些国家，它同样将本地第三方工作室许可的娱乐内容与更大的 Disney+ 图书馆结合起来。Disney+ Hotstar 也有望于 2023 年初在越南推出。Disney+ 在这些市场中作为独立服务营运。
2021 年，迪士尼宣布将于 2021 年 11 月停止美国版 Hotstar，转而将其内容添加到国内的Hulu和ESPN+服务中。

## 备注
1. ↑  仅限英国、加拿大和新加坡